# Mahamat Kamoun
Mahamat Kamoun (Ndélé, 13 novembre 1961) è un politico centrafricano.
Dall'agosto 2014 all'aprile 2016 è stato Primo ministro ad interim della Repubblica Centrafricana, primo Premier musulmano alla guida del Governo centrafricano.